# AK系アサルトライフルの銃剣

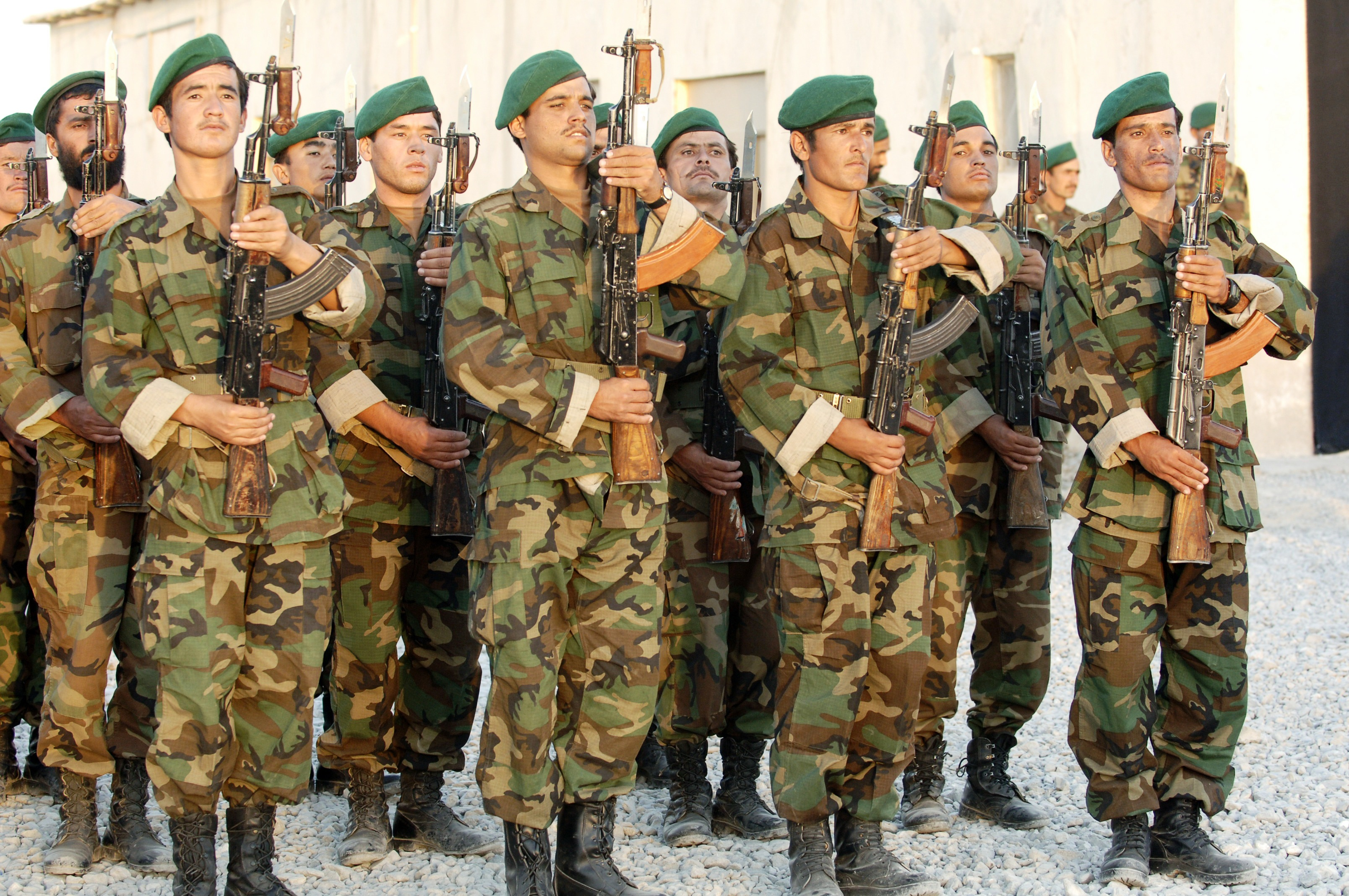
6Kh4を着剣したAKMで捧げ銃を行うアフガニスタン国陸軍第205軍団の兵士（2005年、カンダハール州）

AK系アサルトライフルの銃剣（AKけいアサルトライフルのじゅうけん）は、ソ連・ロシアのAK系アサルトライフルシリーズに用いられるナイフ形銃剣（ロシア語: штык-нож）のことである。

## 概要
これらの銃剣は、いずれもステンレススチール製のブレードを持つナイフ形のもので、着剣すると刃が上向きになる。特に、AKM用以降の銃剣は多機能銃剣の元祖といえ、そのコンセプトは後に開発された米軍のM9銃剣にも採用されているほか、ドイツのACKコンバットナイフもこれらによく似た形と機能を持っているなど、各国に与えた影響は決して小さくない。非常に柔らかい鋼材で製作されており切れ味は良くない反面欠けたり折れたりしにくく作られている。それぞれにはGRAU（ロケット砲兵総局）によるインデックス（登録番号）が付与されている。
同国の狙撃銃であるSVDにも着剣装置がついており、AK用の銃剣を着剣できる（初期型SVDや、その近代化モデルのSVDMには着剣装置が見られるが、折り畳みストック付きのSVDSには着剣装置がないので着剣できない）。また、AK用銃剣は両刃ではなく片刃のエッジを持っており、着剣時に刃が上を向く構造となっている。

## バリエーション

### 56-Kh-212

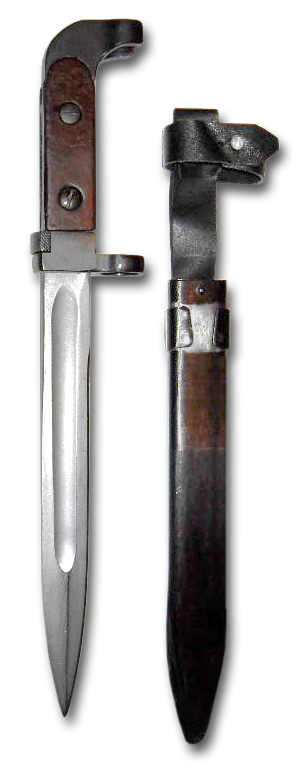
56-Kh-212銃剣

GAU/GRAUインデックス：56-Kh-212（ロシア語: 56-Х-212）は、AK III型（GAU/GRAUインデックス：56-A-212）用の銃剣である。SVT-40（GAU/GRAUインデックス：56-A-223S）に使用されていた56-Kh-223S（ロシア語: 56-Х-223С）銃剣を改良したナイフ型銃剣で、1955-1959年までソ連のウドムルト共和国にあるイジェフスク造兵廠で製造された。
200 mmの刃渡りを持つ。銃本体には銃剣取り付け用のラグが無いため、銃剣の鍔にあるリングをマズルガードに嵌合させた後、銃剣の後端にある開口部のあるリングをバレルに直接嵌合させて固定する。その構造上、56-Kh-212はAKM以降の銃に装着できない。

### 6Kh3

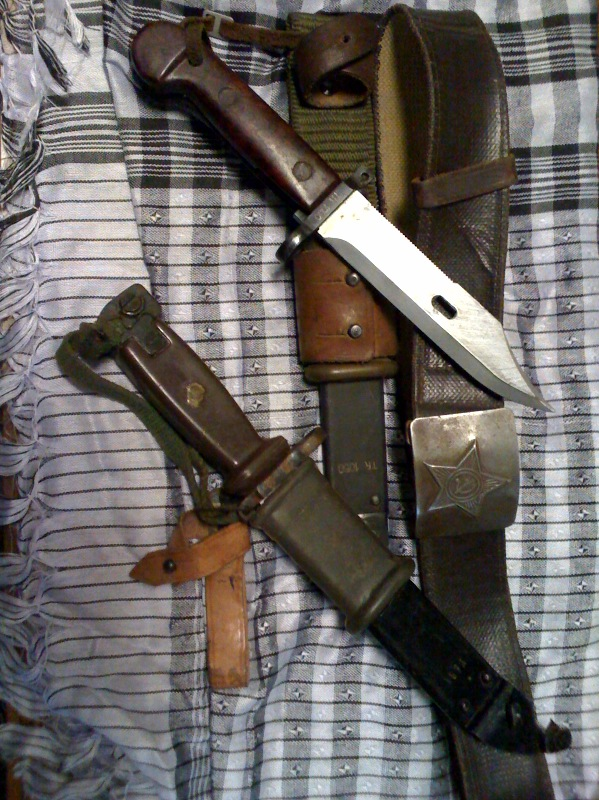
上が6Kh3銃剣

GRAUインデックス：6Kh3（ロシア語: 6Х3）は、AKM用の銃剣で、上記のGRAUインデックスのほか、MODEL59、AKM TypeIなどと呼ばれる。1960-1964年に掛けて、イジェフスク造兵廠またはトゥーラ造兵廠で製造された。クリップポイント形状のブレードを持つ。
前述の通り多機能銃剣のはしりと言えるモデルで、バックソーや鞘と組み合わせて使用するワイヤーカッターを持つ。オレンジ色のベークライト製グリップを持ち、鞘は鉄製でゴムのグリップが巻かれている。
146 mmの刃渡りを持つ。

### 6Kh4

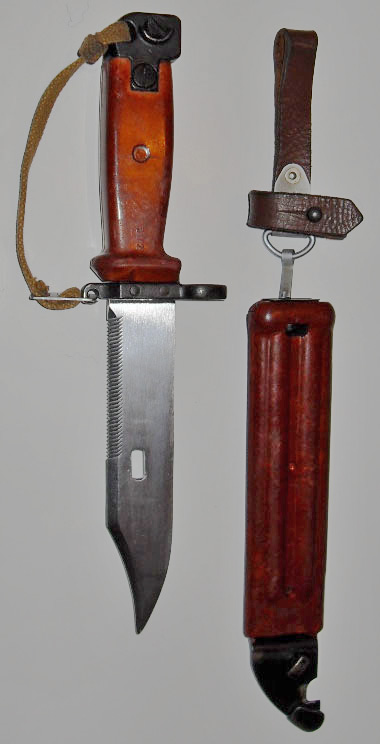
6Kh4銃剣

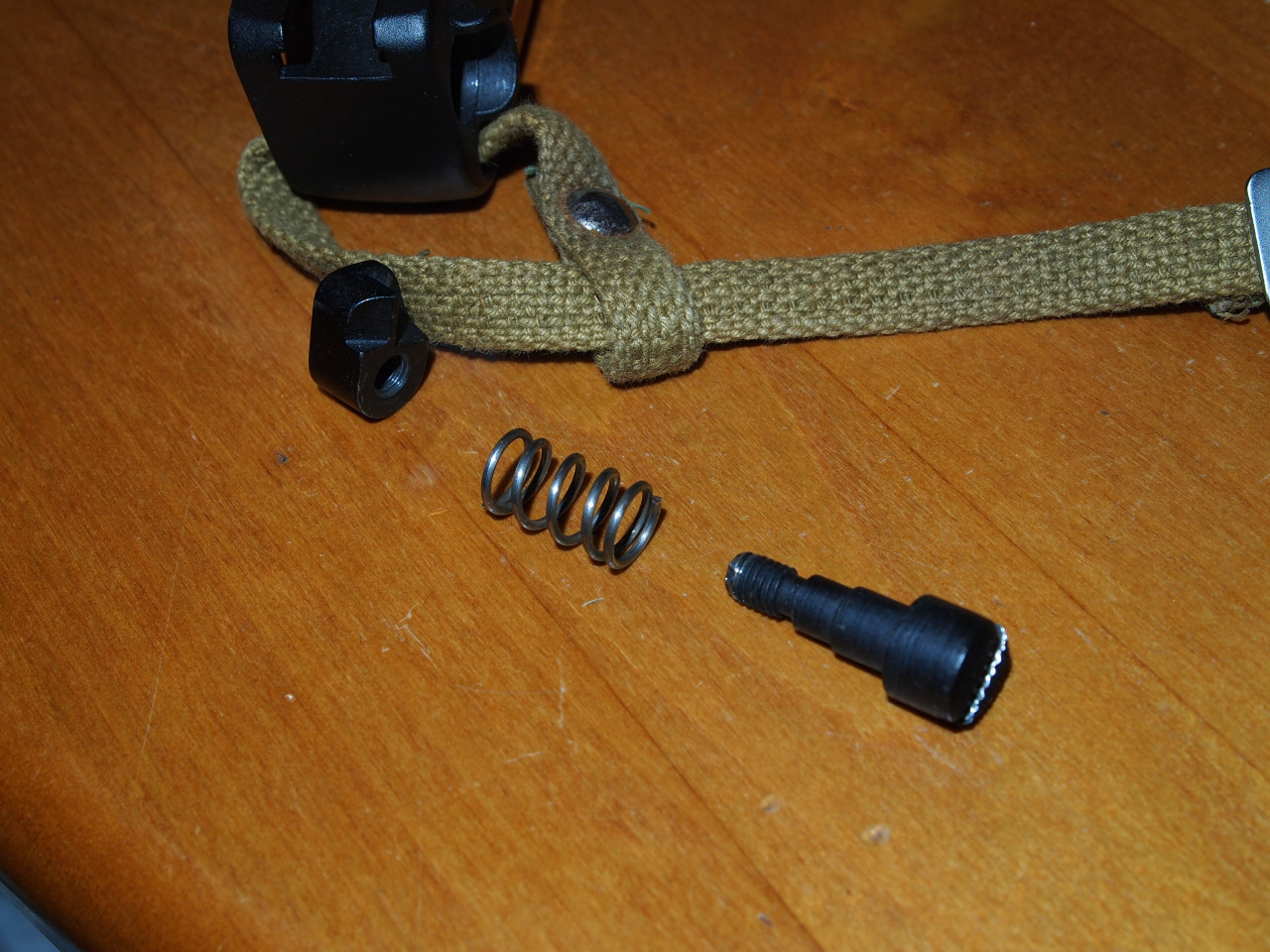
6Kh4の着剣装置。3つの部品からなる

GRAUインデックス：6Kh4（ロシア語: 6Х4）は、AKM/AK74用の銃剣で、MODEL74、AKM TypeIIとも呼ばれる。1960年代後期（1969?）-1983年まで製造された。このモデルはイジェフスク造兵廠だけでなくツーラ造兵廠（現 KBPトゥーラ器械製造設計局）でも製造されていた。両者を見分ける方法はグリップや鞘にある造兵廠のマークの形で、△型の中に上向きの矢型が入ったマークがイジェフスク製、☆型がツーラ製である。
オレンジ色のベークライト製グリップ、バックソー付きクリップポイントのブレード形状など6Kh3と多くの共通点を持っているが、いくつか異なる点がある。まず分かりやすいのが鞘で、6Kh3では鉄製でゴムグリップが巻かれていたが、6Kh4では先端のワイヤーカッター部分以外はグリップと同じオレンジ色のベークライトで覆われている。また、6Kh3ではグリップ後端が一体構造であったが、6Kh4ではグリップ後端の着剣装置がネジで外れるようになっている。着剣装置の形状も6Kh3では銃身側へカーブしていたが、6Kh4では直線的なデザインになっている。146 mmの刃渡りを持つ。
6Kh4は製造期間が長かったため、アフガニスタン侵攻、チェチェン紛争だけでなく南オセチア紛争でも使用されているのが確認できる。

### 6Kh5

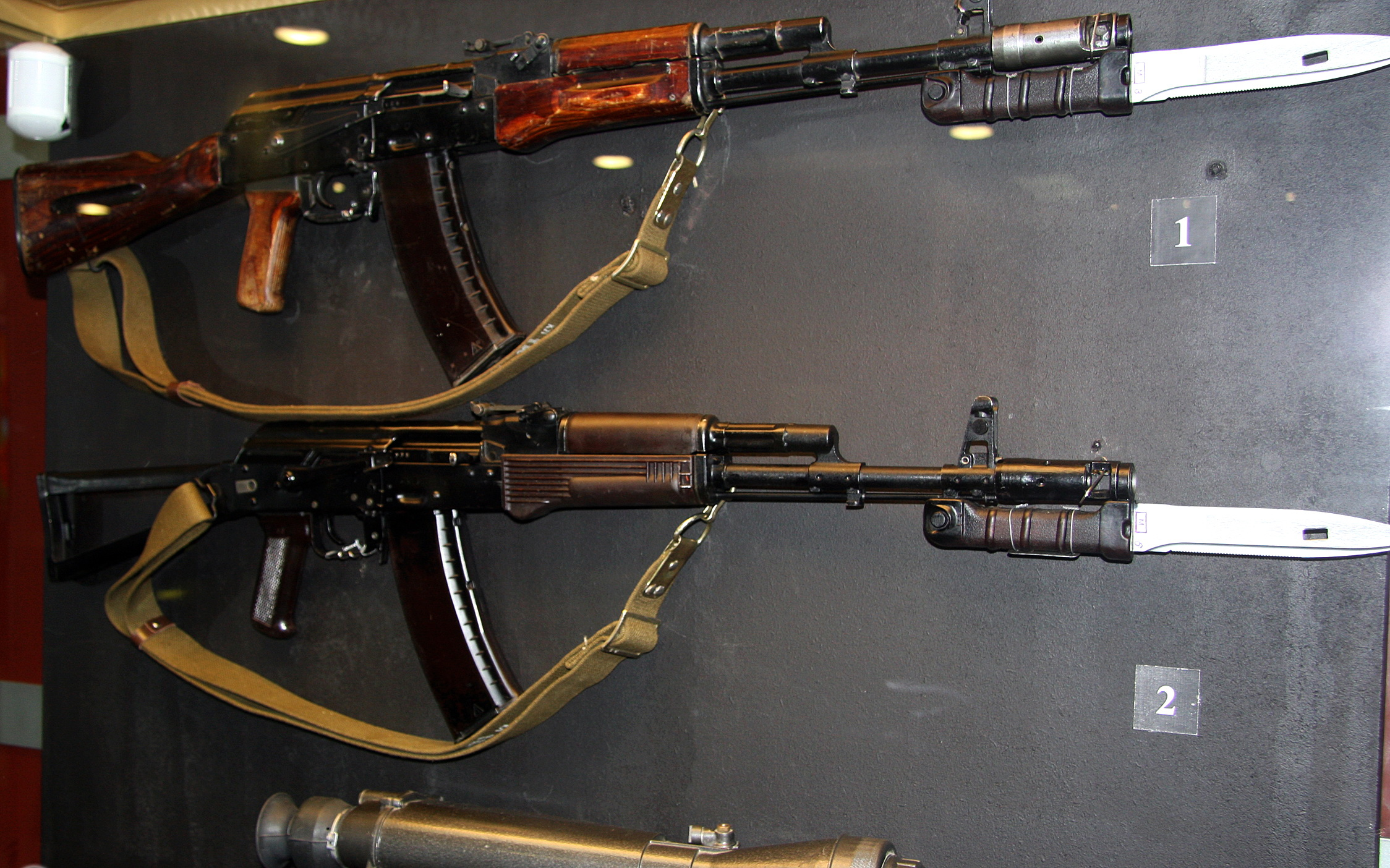
6Kh5銃剣を装着したAK74前期型（上）とAKS74後期型（下）

GRAUインデックス：6Kh5（ロシア語: 6Х5）は、AK74/AK74M/AK-12用銃剣で、MODEL83とも呼ばれる。本モデルは6Kh4の後継モデルで、1983年からイジェフスク造兵廠で製造が開始された。
バックソー付きのスピアーポイントのブレード、滑り止めが施されたポリマー製グリップ、プラスチックで覆われた鞘を持つ。機能は6Kh3や6Kh4に準ずる。プラスチック部品の成型色は焦げ茶色（プラム・カラー）で、後に黒色となる。
159 mmの刃渡りを持つ。
6Kh5はロシア軍の現用銃剣で、古くはソ連時代のアフガニスタン侵攻時の写真の中で、大半の兵士が6Kh4を携行する中、一部の兵士が6Kh5と見られるものを携行しているのが確認できる。
AK74M用の銃剣としても引き続き採用され、その際にプラスチック部品の成型色が黒色となった。また、AK-12では後述の6Kh9-1銃剣のほか、6Kh5もオプションとして用意されている。

### 6Kh9-1

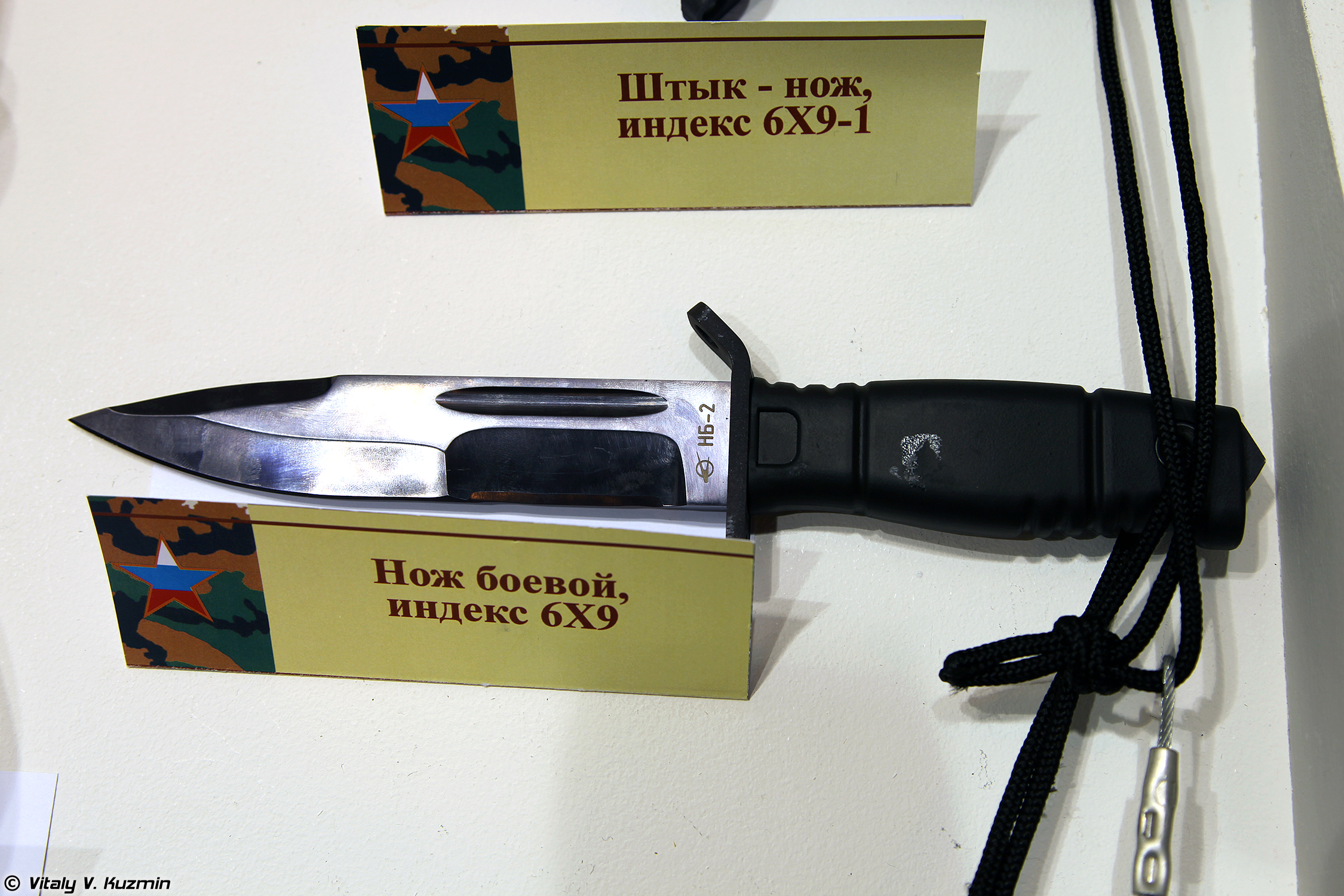
6Kh9-1銃剣の元となった6Kh9コンバットナイフ

GRAUインデックス：6Kh9-1（ロシア語: 6Х9-1）は、KAMPO社（ロシア語: АО «КАМПО»）により製造されているAK-12用銃剣である。ロシア連邦軍の将来歩兵システムであるラトニク計画に基づき開発された6Kh9コンバットナイフを元に製作された銃剣である。
6Kh9-1では、6Kh3以降採用されてきた、銃剣と鞘を組み合わせるタイプのワイヤーカッター機能や、刃背のセレーション（鋸刃）は廃止された。一方、鞘単体でワイヤーカッターとして使用できるほか、鞘にシャープナー（砥石）を備えていたり、刀身にダークグレーの特殊コーティング処理を行うなど、より現代的な改良が施されている。

## ワイヤーカッターの使用方法

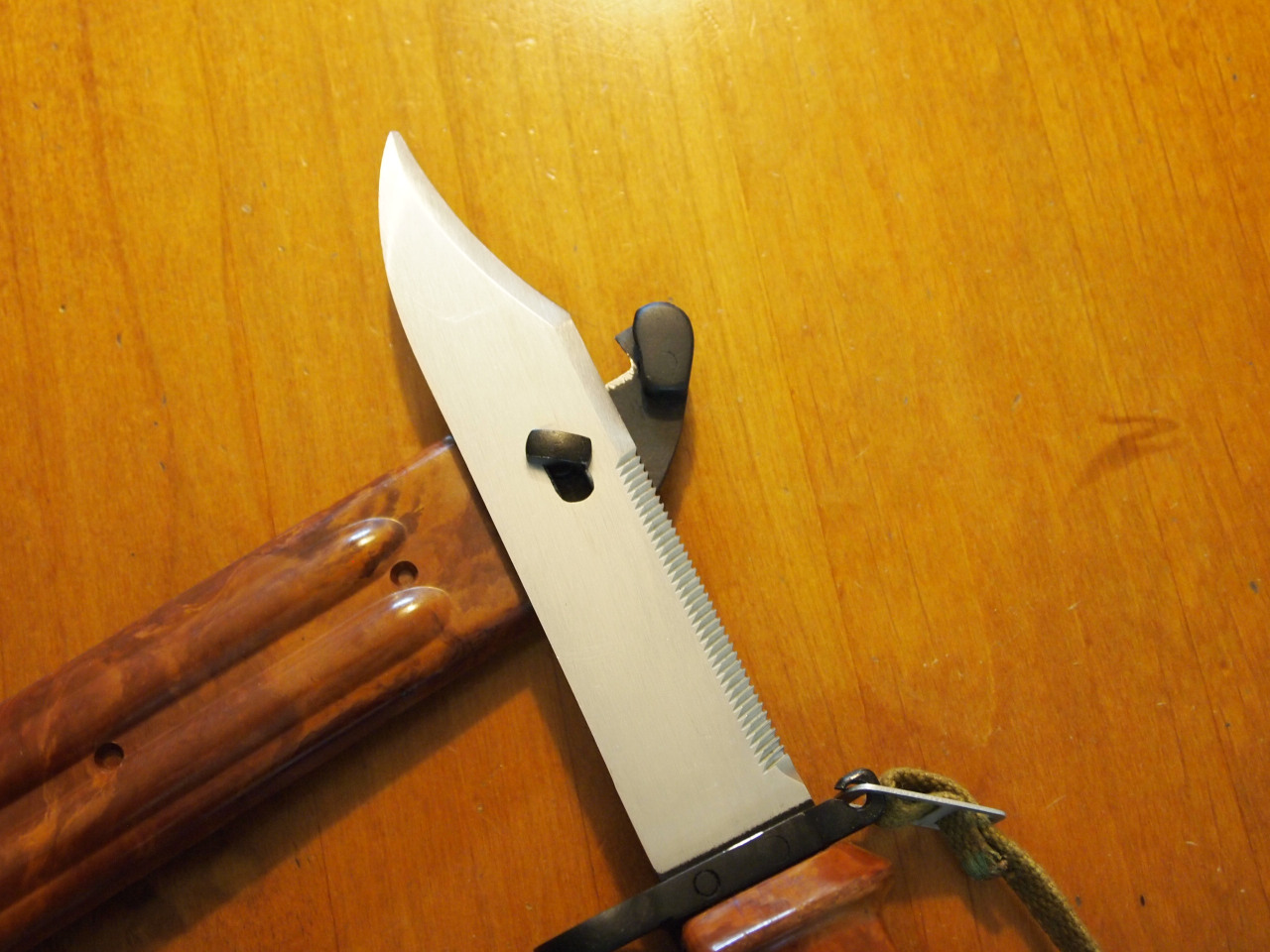
6Kh4銃剣を用いてのワイヤーカッター

1. エッジを手前側にしてブレードの穴を鞘の先端の金具にはめ込む
2. ブレードの背と金具の間に切断したいもの（ワイヤーなど）を通し、ハサミを使う要領で切断する。

## ソ連・ロシア製以外の国のAK用銃剣
AKシリーズのアサルトライフルが世界各地で使われているのと同様に、AK用銃剣もAKを使用しているいくつかの国々で使われている。そして、ライセンス生産のAKがソ連・ロシア製と多少異なっているのと同じように一部の物もまた、違う特徴を見ることができる。
例えば、北朝鮮製では56-Kh-212をそのままクリップポイントにしたような銃剣がAKM用として使用されており、東ドイツ製やポーランド製の6Kh4銃剣は、ほぼソ連規格とほぼ同一のように見えるが、バックソーが省かれている。このような特徴はこれだけでなく他にもまだあるが、ここでは割愛する。

各国で本国製との違いが見られる一方、ブルガリアの6Kh5のように刻印の違いなどごく細かい点を除いてソ連規格と同一の物が製造されている例もある。

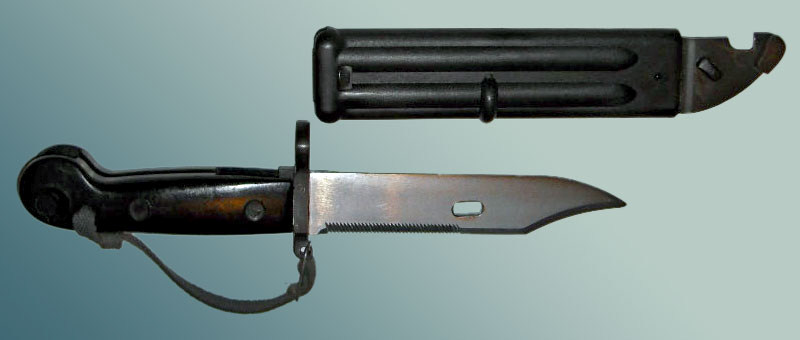
東ドイツのMPi-K用銃剣の1種
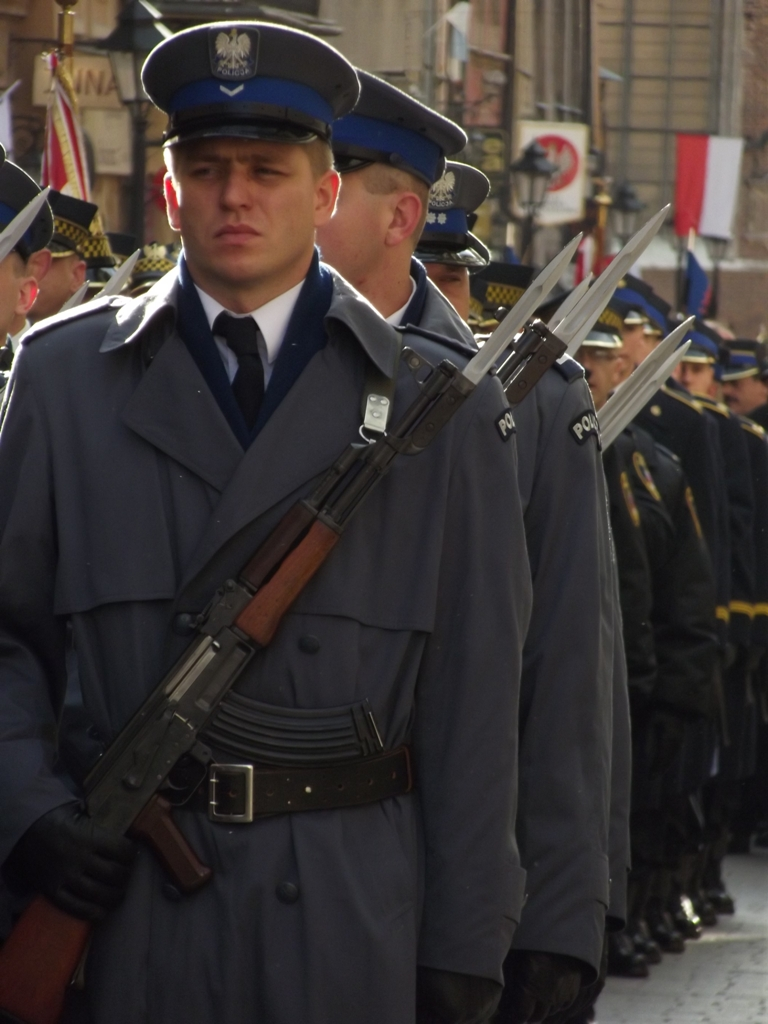
着剣状態のKbk AKを所持したポーランドの警官。銃剣はソ連製の56-Kh-212と極めて似通っている